# Массильи, Рене
Рене́ Массильи́ (фр. René Massigli; 22 марта 1888 — 3 февраля 1988) — французский дипломат, посол Франции в Турции и Великобритании.

## Биография
В 1907 году поступил в Высшую нормальную школу в Париже, где затем получил степень агреже по истории и географии. В 1910—1913 годах учился во Французской школе в Риме, накануне Первой мировой войны являлся доцентом университета Лилля.
Участвовал в подготовке послевоенных договоров — в 1920 году занимал должность генерального секретаря Конференции послов, являлся помощником секретаря, а позднее главным секретарём французских делегаций на ключевых международных форумах эпохи: на Вашингтонской конференции (1921 год), Генуэзской конференции (1922 год), Лозаннской (1922—1923 годы) и других конференциях. В 1924—1928 годах являлся сотрудником Государственного совета Франции, затем возглавлял французскую делегацию в Лиге Наций. В 1933 году занял в Министерстве иностранных дел Франции должность помощника директора службы политических и торговых вопросов, в 1937 году возглавил её.
В 1938 году назначен послом Франции в Турции.
В 1942 году Массильи, остававшийся с 1940 года вне государственной службы при правительстве Виши, принял предложение генерала Де Голля начать сотрудничество со Свободной Францией. В январе 1943 года он сумел нелегально перебраться в Великобританию.
С февраля 1943 по сентябрь 1944 года находился в Алжире и являлся комиссаром по иностранным делам ФКНО.
С сентября 1944 по январь 1955 года занимал должность посла Франции в Великобритании. Участвовал в подготовке Дюнкеркского пакта в 1947 году, а в 1948—1949 годах — Брюссельского пакта, договоров о создании НАТО и Совета Европы, заложивших фундамент западного сообщества в начинавшейся холодной войне.
После отклонения 30 августа 1954 года французским парламентом договора о Европейском оборонительном сообществе Массильи был в числе сторонников урегулирования противоречий путём включения ФРГ и Италии в Западноевропейский союз.
Премьер-министр Пьер Мендес-Франс назначил Массильи генеральным секретарём Министерства иностранных дел. В 1956 году Массильи досрочно ушёл в отставку, короткое время возглавлял Исследовательский центр внешней политики (Centre d'études de politique étrangère), а затем с 1957 по 1970 год — Исследовательскую группу тоннеля под Ла-Маншем (Groupement d'études du tunnel sous la Manche). До 83-летнего возраста возглавлял Управление французского радиовещания и телевидения (ORTF), до 93-летнего возраста являлся членом совета директоров страховой компании Drouot.
Автор мемуаров Une Comédie des erreurs (Одна из комедий ошибок), в которых рассказал о своём дипломатическом опыте периода 1943—1956 годов. В 1958 году опубликовал исследование Sur quelques maladies de l’Etat (О некоторых несовершенствах государства), а в 1964 — La Turquie devant la guerre (Турция перед войной).